# ألفريدو أوفاندو كانديا
ألفريدو أوفاندو كانديا (بالإسبانية: Alfredo Ovando Candia) (و. 1918 – 1982 م) هو سياسي من بوليفيا . تولى منصب رئيس بوليفيا .
توفي في لاباز .

## روابط خارجية
- ألفريدو أوفاندو كانديا على موقع الموسوعة البريطانية (الإنجليزية)
- ألفريدو أوفاندو كانديا على موقع مونزينجر (الألمانية)
- ألفريدو أوفاندو كانديا على موقع أوليمبيديا (الإنجليزية)